# 菟田野郵便局
菟田野郵便局（うたのゆうびんきょく）は、奈良県宇陀市にある郵便局。民営化前の分類では集配特定郵便局であった。

## 概要
住所：〒633-2299奈良県宇陀市菟田野古市場350-1

## 沿革
- 2007年（平成19年）
  - 3月5日 - ゆうゆう窓口（郵便時間外窓口）を廃止し、配達センター局に移行。同時にゆうゆう窓口も廃止。
  - 10月1日 - 民営化に伴い、併設された郵便事業桜井支店菟田野集配センターに一部業務を移管。
- 2012年（平成24年）10月1日 - 日本郵便株式会社発足に伴い、郵便事業桜井支店菟田野集配センターを菟田野郵便局に統合。

## 取扱内容
- 郵便・印紙・ゆうパック・内容証明
- 貯金・為替・振替・振込・国際送金・国債
- 生命保険・バイク自賠責保険
- ゆうちょ銀行ATM
- 宇陀市内一部地域（旧菟田野町全域）の集配業務

## 風景印
- 図柄は国宝・宇太水分神社中宮本殿。局名表示は「奈良　菟田野」（菟田野は縦書き）
- 使用開始日は1985年（昭和60年）10月1日～

## 周辺
- 宇太水分神社中宮
- 古市場恵比須神社
- 水分神社の桜並木
- 宇陀市立菟田野中学校
- NTT西日本菟田野電話交換所

## アクセス
- 駐車場あり：3台（局前道路は一方通行なので注意）